# 팔라비 문자
팔라비 문자는 아람 문자를 바탕으로 중기 페르시아(팔라비어)를 표기하는 데 사용된 문자이다.

## 개요
아케메네스조 페르시아의 행정 언어였던 제국 아람어(아람 문자)는 제국의 붕괴 이후, 공용어였던 아람어는 잊혀지게 되었다. 하지만, 아람 문자는 토착 언어를 적기 위해 계속 사용되었으며, 팔라비 문자는 그런 문자 중에서 하나였다.

## 유니코드
유니코드에서는 이하의 영역에 다음 문자가 수록되고 있다.
| U+    | 0 | 1 | 2 | 3 | 4 | 5 | 6 | 7 | 8 | 9 | A | B | C | D | E | F |
| ----- | - | - | - | - | - | - | - | - | - | - | - | - | - | - | - | - |
| 10B60 | 𐭠 | 𐭡 | 𐭢 | 𐭣 | 𐭤 | 𐭥 | 𐭦 | 𐭧 | 𐭨 | 𐭩 | 𐭪 | 𐭫 | 𐭬 | 𐭭 | 𐭮 | 𐭯 |
| 10B70 | 𐭰 | 𐭱 | 𐭲 |   |   |   |   |   | 𐭸 | 𐭹 | 𐭺 | 𐭻 | 𐭼 | 𐭽 | 𐭾 | 𐭿 |